# Democídio
Democídio é um neologismo não dicionarizado, o qual foi recuperado e redefinido pelo politólogo Rudolph Joseph Rummel definido como "assassínio de qualquer pessoa ou grupo de pessoas por parte do seu governo, incluindo genocídio, politicídio, e assassínio em massa".
Rummel alargou o significado do termo de forma a incluir formas de assassínio por parte de governos que não são cobertas pelo termo genocídio, o qual teve alguma aceitação entre outros académicos. Além disso, apresenta a sua própria definição sem fazer referência a quaisquer usos anteriores, embora o termo "democídio" tivesse já sido usado na língua inglesa quarenta anos antes por Theodore Abel. Segundo Rummel, ao longo do século XX, o democídio foi a principal causa de morte não natural.

## Definição
Rummel define democídio enquanto o assassínio de qualquer pessoa ou grupo de pessoas pelo seu próprio governo, incluindo genocídio, politicídio e assassínio em massa. Democídio não significa necessariamente a eliminação de grupos culturais, mas antes grupos de cidadãos que o governo sinta a necessidade de serem erradicados por razões políticas ou que alegue constituírem ameaças futuras. Embora nos dicionários só tenha um significado, de acordo com Rummel o genocídio tem três significados diferentes. O significado comum é o assassínio por parte do governo de pessoas em função da sua pertença a grupos nacionais, étnicos, raciais ou religiosos. O significado jurídico refere-se ao tratado internacional sobre o genocídio, a Convenção sobre o genocídio, o que inclui também atos não letais com a finalidade de eliminar ou prejudicar o grupo. Segundo Rummel, o terceiro significado geral de genocídio seria igual ao significado comum, mas deveria incluir também o assassínio por parte do governo de oponentes políticos ou de outros assassínios intencionais. De modo a evitar criar confusão entre os significados, Rummel criou o termo democídio para este terceiro significado.